# Spiegelau Glas
Spiegelau Glas es una empresa de cristalería de calidad. Se ubica la factoría en la ciudad alemana de Spiegelau en el bosque bávaro. Se dedica a la producción de copas de cristal, decantadores y recipientes diversos. Centra la mayoría de sus productos en el mundo de la enología: copas de vino y decantadoes. Se fundó en el año 1521 con la denominación Glashütte Spiegelau. Spiegelau desarrolló en colaboración con Riedel Glass Works una política expansionista y ofrece sus productos de vidrio en EE. UU., Gran Bretaña, Japón, Australia y China. La producción en 2008 fue descontinuada. El vidrio de la marca Spiegelau desde entonces se ha producido en otros lugares con la marca Riedel Glas. 